# 似島汽船

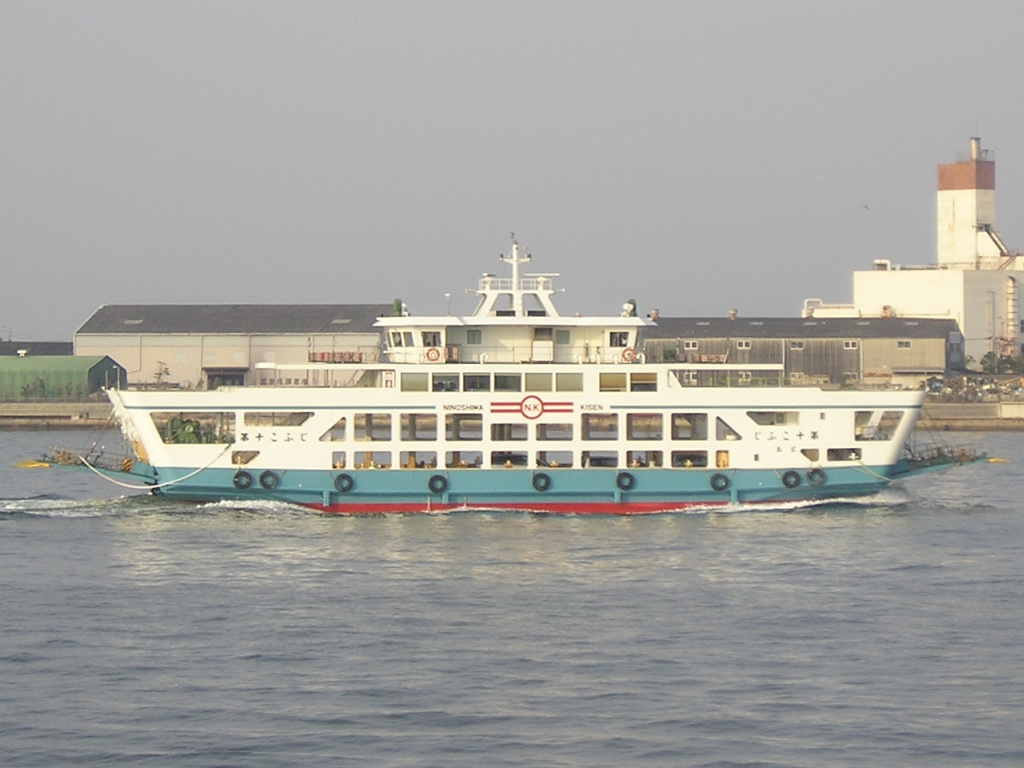
「第十こふじ」 - 広島港

似島汽船（にのしまきせん）は、広島県広島市南区に本社を置く海運会社。

## 航路
- 広島港 - 似島港似島桟橋（似島）フェリー
  - 1日3便のみ似島学園桟橋に寄港。